# OR6C68
OR6C68 (англ. Olfactory receptor family 6 subfamily C member 68) – білок, який кодується однойменним геном, розташованим у людей на 12-й хромосомі. Довжина поліпептидного ланцюга білка становить 312 амінокислот, а молекулярна маса — 35 296.
| 10         |  | 20         |  | 30         |  | 40         |  | 50         |
| ---------- |  | ---------- |  | ---------- |  | ---------- |  | ---------- |
| MRKHTAITTF |  | ILLGLTEDPQ |  | LQVLLFMFLF |  | ITYMLSVTGK |  | LTIIALTMLD |
| PHLKTPMYFF |  | LQNLSFLEIS |  | FTATCVPRFL |  | YSISTGNKII |  | TYNACVIQLF |
| FADLFGVTEF |  | FLLATMSYDR |  | YVAICKPLHY |  | MAIMSNKVCK |  | TMVICCWMAA |
| LMIILPPLSL |  | GFHLEFCDSN |  | VINHFGCDAL |  | PILKIPCSDT |  | SLIEQMVVAS |
| AVLTFIITLV |  | CVVLSYTYII |  | RTILKFPSVQ |  | QKKKAFSTCS |  | SHITVVSITY |
| GSCIFIYIKP |  | SAKEEVNINK |  | GVSVLISSIS |  | PMLNSFIYTL |  | RNEQVKQAFH |
| DSLKKIAFRL |  | KK         |  |            |  |            |  |            |

A: Аланін

C: Цистеїн

D: Аспарагінова кислота

E: Глутамінова кислота

F: Фенілаланін

G: Гліцин

H: Гістидин

I: Ізолейцин

K: Лізин

L: Лейцин

M: Метіонін

N: Аспарагін

P: Пролін

Q: Глутамін

R: Аргінін

S: Серин

T: Треонін

V: Валін

W: Триптофан

Кодований геном білок за функціями належить до рецепторів, g-білокспряжених рецепторів, білків внутрішньоклітинного сигналінгу. 
Локалізований у клітинній мембрані, мембрані.